# Limes Transalutanus

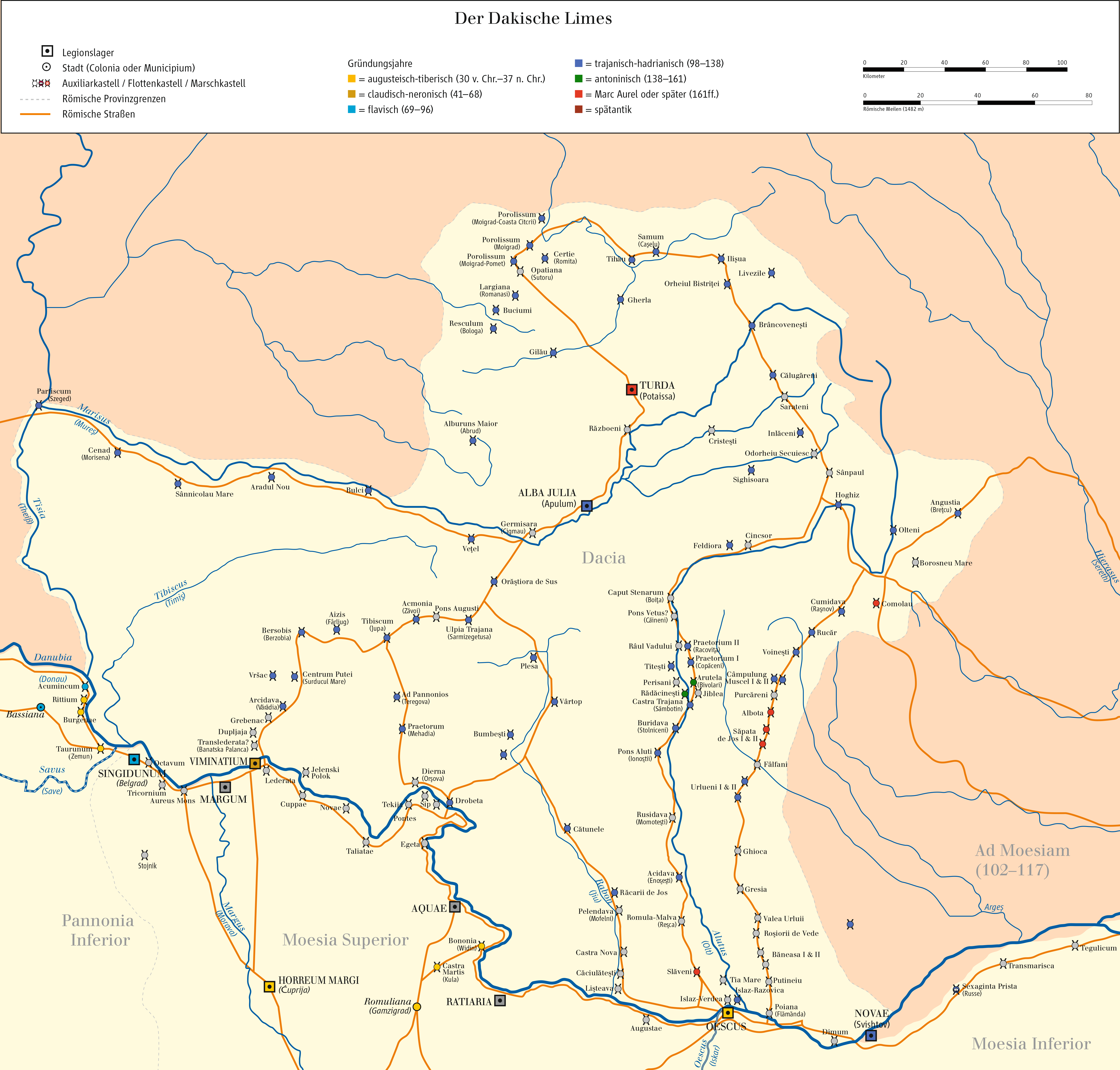
Limites in Dacia. Zum Limes Transalutanus siehe Ausschnittsabbildung unten.

Der Limes Transalutanus war eine befestigte Grenzlinie (limes) des Römischen Reichs in der Provinz Dakien im heutigen Rumänien. Gemeinsam mit insgesamt 277 Bestandteilen des Dakischen Limes wurde Limes Transalutanus 2024 zum UNESCO-Weltkulturerbe erhoben.

## Lage

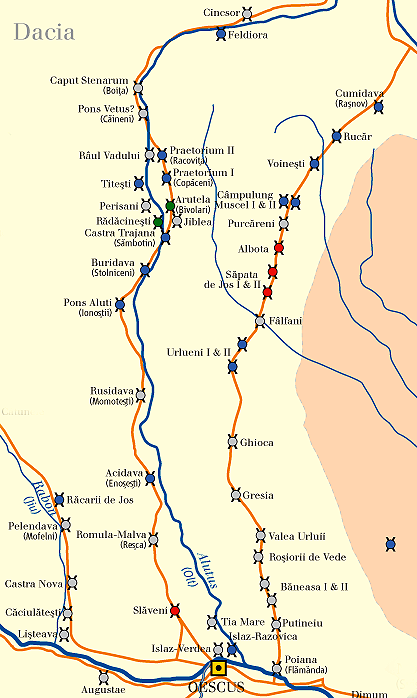
Limes Transalutanus (rechte Linie, links davon befindet sich der Limes Alutanus)

Der Limes Transalutanus erstreckte sich über eine Strecke von 235 Kilometern in nordsüdlicher Richtung zwischen den antiken Orten Poiana/Kreis Teleorman im Süden an der Donau und Cumidava im Norden beim heutigen Râșnov/Kreis Brașov in der Region Siebenbürgen. Vermutlich wurde der Limes Alutanus dorthin vorverlegt, weil das enge Tal des Olt (lateinisch: Alutus) keine Vorfeldüberwachung in östliche Richtung gewährleisten konnte.
Im Rahmen eines Programmes der Rumänischen Limeskommission (Comisiei Naționale Limes(CNL)) wurde 2016 begonnen, auch den Transalutanischen Limes neu aufzunehmen und zu kartographieren, um die Limesdokumentation in Rumänien den europäischen Standards anzugleichen, nicht zuletzt im Hinblick auf eine mögliche zukünftige Aufnahme auch dieser Limesabschnitte in das UNESCO-Welterbe.

## Struktur und Geschichte
Der Limes Transalutanus entstand durch die allmähliche Vorverlegung des Limes Alutanus in östliche Richtung. Diese Verschiebung begann frühestens unter Antoninus Pius. Der Limes Transalutanus bestand aus einem durchschnittlich drei Meter hohen und zehn bis zwölf Meter breiten Erdwall mit vorgelagertem Graben. Entlang dieser Linie wurden längs der parallel zum Erdwall verlaufenden  römischen Straße insgesamt 20 Kastelle errichtet. Diese sind in der Limesdokumentation der CNL aufgelistet.
- Kastell Flămânda (RO259) (Poiana) in Ciuperceni
- Kastell Putineiu (RO258) in Putineiu
- Kastell Băneasa I (RO256) in Salcia
- Kastell Băneasa II (RO257) in Salcia
- Kastell Roșiorii de Vede (RO252) in Roșiorii de Vede
- Kastell Gresia (RO251) in Stejaru
- Kastell Ghioca (RO250) in Crâmpoia
- Kastell Urlueni I (RO248) in Urlueni
- Kastell Urlueni II (RO249) in Urlueni
- Kastell Izbășești (= Kastell Fâlfani) (RO247) in Fâlfani
- Kastell Săpata de Jos I (RO245) in Săpata
- Kastell Săpata de Jos II (RO246) in Săpata
- Kastell Albota (RO243) in Albota
- Kastell Purcăreni (RO242) in Micești
- Kastell Câmpulung Muscel I (RO240) in Câmpulung
- Kastell Câmpulung Muscel II (RO241) in Câmpulung
- Kastell Voinești (RO239) in Voinești
- Kastell Rucăr (RO238) in Rucăr
- Cumidava (RO213) in Râșnov

## Jüngere Forschungen
Im Zusammenhang mit der topographischen Neuaufnahme des Limes Transalutanus (siehe oben) wurden in den letzten Jahren weitere römische Fundstellen mit militärischem Charakter ausfindig gemacht, die im Zusammenhang mit diesem Limes stehen könnten. Es handelt sich hierbei insbesondere um:
- Valea Totiţa, zwischen dem Kastell Flămânda und dem Kastell Putineiu
- Movila Şarpelui und Movila Tătaru zwischen dem Kastell Ghioca und dem Kastell Urlueni
- Pitești (Kastell Mărăcineni ?) zwischen dem Kastell Albota und dem Kastell Purcăreni
- Kastell Oratea und Kastell Drumul Carului zwischen dem Kastell Rucăr und Cumidava[4][5]